# Settimio Simonini
Pour les articles homonymes, voir Simonini.
Settimio Simonini (né le 8 juillet 1913 à Mulazzo et mort le 14 juin 1986 à Angera) est un coureur cycliste italien. Professionnel d'octobre 1936 à 1942, puis de 1946 à 1951, il a remporté le Tour des Apennins en 1936 et 1948, et s'est classé trois fois parmi les dix premiers du Tour d'Italie. Il a participé une fois au Tour de France, en 1937, en tant que coureur individuel, et a abandonné lors de la neuvième étape.

## Palmarès

### Palmarès amateur
- 1936
  - Coppa Contessa Carnevale
  - Tour des Apennins
  - 3e du Tour de Lombardie amateurs

### Palmarès professionnel
- 1938
  - 4e du Tour d'Italie
- 1939
  - 5e du Tour d'Italie
- 1940
  - 10e du Tour d'Italie
- 1947
  - Gran Premio Romito Magna
- 1948
  - Tour des Apennins
  - Gênes-Ventimille
  - 2e de Turin-Bielle
  - 3e du Tour d'Émilie
- 1949
  - 3e du Tour de Romandie
- 1950
  - 2e du Trophée de l'UVI
  - 2e de la Coppa Città di Milazzo
  - 3e du Gran Premio Ceprano
- 1951
  - 3e du Giro Valle del Crati

## Résultats sur les grands tours

### Tour de France
1 participation 
- 1937 : abandon (9e étape)

### Tour d'Italie
7 participations 
- 1937 : 16e
- 1938 : 4e
- 1939 : 5e
- 1940 : 10e
- 1947 : 26e
- 1948 : 19e
- 1949 : 13e